# Von Franz

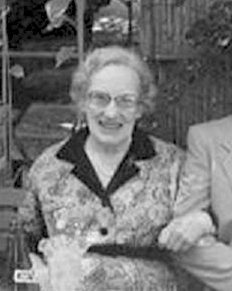
Marie-Louise Freiin von Franz (1915-1998)

Von Franz is een geslacht waarvan leden sinds 1909 tot de Oostenrijkse adel behoren.

## Geschiedenis
De eerste vermelding van dit geslacht gaat terug tot 1465, volgens L'ordre de la noblesse. In 1909 werd een dag voor zijn overlijden Rudolf Franz (1842-1909) in de Oostenrijkse Freiherrenstand opgenomen; het adelsdiploma werd vervolgens verleend aan zijn weduwe en hun kinderen. Een tweede tak verkreeg eenzelfde adelsgunst in 1910, maar deze tak is in 2011 uitgestorven.
Dr. Martin Freiherr von Franz (1942) werd in 1966 geadopteerd door zijn oudoom Rüdiger graaf Adelmann von und zu Adelmannsfelden (1893-1968) en verkreeg in 1979 adelserkenning en werd stamvader en enige telg uit het geslacht Adelmann von und zu Adelmannsfelden (1979), heer van Adelmannsfelden, en bewoner van Schloss Adelmannsfelden.
In 1977 ontstond door huwelijk een band met de Nederlandse adel.

## Enkele telgen

### Oudste tak

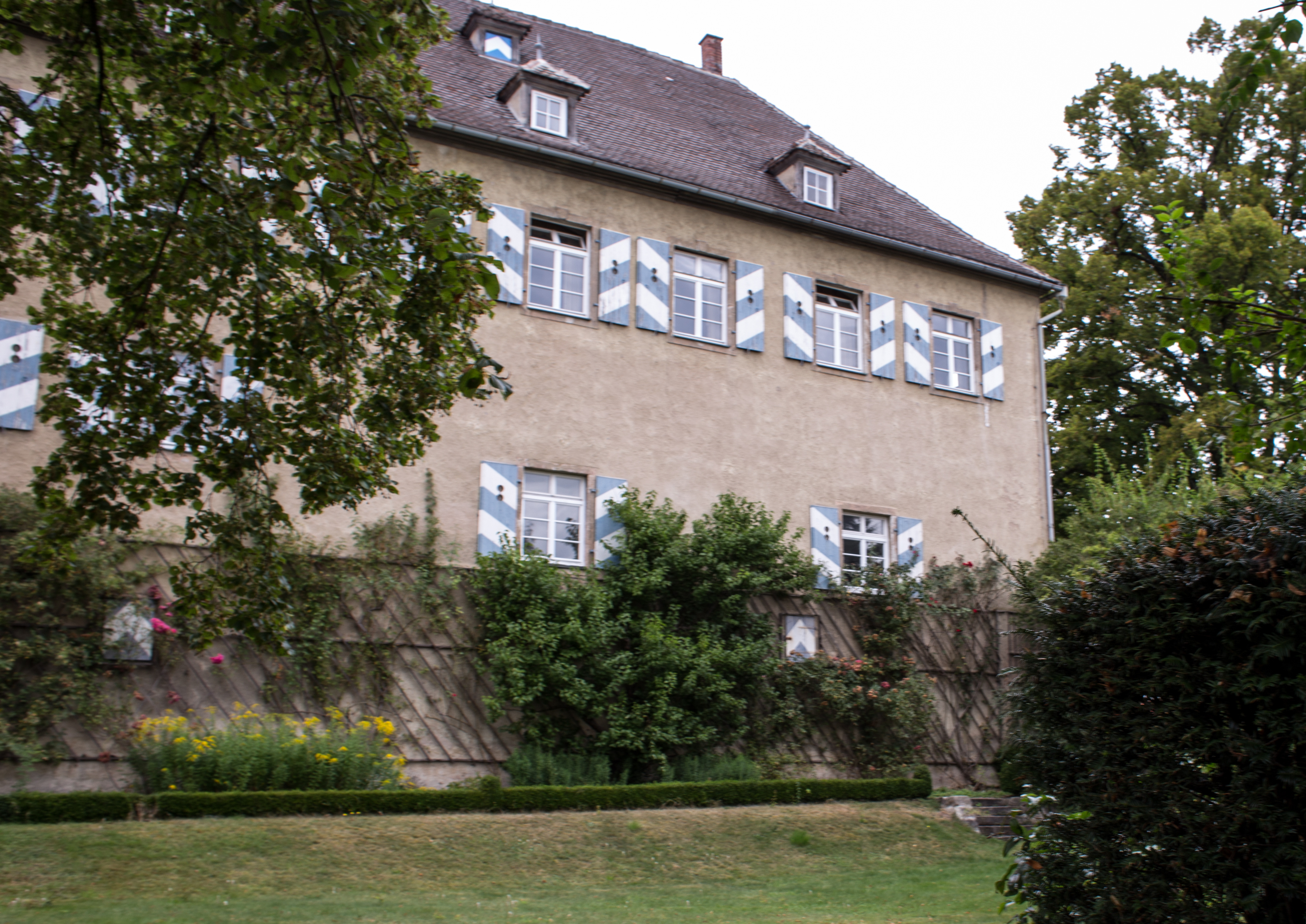
Schloss Adelmannsfelden

Rudolf Freiherr von Franz (1842-1909), in 1909 opgenomen in de Oostenrijkse Freiherrenstand
- Walther Freiherr von Franz (1877-1937), luitenant
  - Dr. Gottfried Freiherr von Franz (1904-1986), landgoedexploitant en bewoner van Schloss Adelmannsfelden; trouwde in 1939 met dr. Marie-Agnes gravin Calice (1911-2010), dochter van Brigitte gravin Adelmann von und zu Adelmannsfelden, zus van Rüdiger graaf Adelmann von und zu Adelmannsfelden (1893-1968)
    - Christian Freiherr von Franz (1940), chef de famille
      - Gregor Freiherr von Franz (1975), vermoedelijke opvolger als chef de famille

    - Dr. Martin Graf von Adelmann von und zu Adelmannsfelden, heer van Adelmannsfelden (1942), bewoner van Schloss Adelmannsfelden
    - Dr. Johannes Freiherr von Franz (1944), sociaal-economisch geograaf; trouwde in 1977 met jkvr. Veronica Smits van Oyen (1956), telg uit het Nederlandse adellijke geslacht Smits en dochter van burgemeester jhr. mr. Johannes Jacobus Smits van Oyen (1924-1977)

### Jongste tak
Erwin Freiherr von Franz (1876-1941), Oostenrijks-Hongaars officier, in 1910 opgenomen in de Oostenrijkse Freiherrenstand
- Dr. Marie-Anne Freiin von Franz (1913-2011), laatste telg van deze tak
- Dr. Marie-Louise Freiin von Franz (1915-1998), psychologe, leerling van Carl Gustav Jung en vooral bekend vanwege haar interpretatie van sprookjes